# كارل ويليس
كارل ويليس (بالإنجليزية: Carl Willis)‏ هو لاعب كرة قاعدة أمريكي، ولد في 28 ديسمبر 1960 في دانفيل في الولايات المتحدة.

## وصلات خارجية
- كارل ويليس على موقع دوري كرة القاعدة الرئيسي (الإنجليزية)
- كارل ويليس على موقعبيزبول رفرنس.كوم (الدوري الرئيسي) (الإنجليزية)
- كارل ويليس على موقعبيزبول رفرنس.كوم (الدوري الثانوي) (الإنجليزية)
- كارل ويليس على موقع إي إس بي إن.كوم (أم.أل.بي) (الإنجليزية)
- كارل ويليس على موقع مشجعي الرسوم البيانية (الإنجليزية)